# Elecciones federales de México de 2021 en Durango
Elecciones federales de México de 2021 en Durango.
Las elecciones federales de México de 2021 en Durango se llevaron a cabo el domingo 6 de junio de 2021, y en ellas se renovaron los siguientes cargos de elección popular:
- 4 diputados federales. Miembros de la cámara baja del Congreso de la Unión. Cuatro elegidos por mayoría simple. Todos ellos electos para un periodo de tres años a partir del 1 de agosto de 2021 con la posibilidad de reelección por hasta tres periodos adicionales.

## Resultados electorales

### Diputados federales por Durango

#### Diputados Electos
| Candidato                  | Partido | Distrito | Tipo de elección |
| -------------------------- | ------- | -------- | ---------------- |
| Francisco Castrellón Garza |         | 1        | Mayoría relativa |
| Omar Castañeda González    |         | 2        | Mayoría relativa |
| Maribel Aguilera Cháirez   |         | 3        | Mayoría relativa |
| Gina Campuzano González    |         | 4        | Mayoría relativa |

#### Resultados
|  | 32.86 % |

|  | 23.59 % |

|  | 17.98 % |

|  | 5.51 % |

|  | 5.13 % |

|  | 3.78 % |

|  | 3.17 % |

|  | 2.08 % |

|  | 1.70 % |

|  | 1.48 % |

|  | 2.68 % |

|  | 0.06 % |

|  | 100 % |

|  | 43.06 % |

## Resultados por distrito electoral

### Distrito 1. Victoria de Durango
|  | 50.23 % |

|  | 38.31 % |

|  | 3.39 % |

|  | 2.19 % |

|  | 1.59 % |

|  | 1.33 % |

|  | 2.91 % |

|  | 0.05 % |

|  | 100 % |

|  | 43.69 % |

### Distrito 2. Gómez Palacio
|  | 52.35 % |

|  | 39.32 % |

|  | 2.81 % |

|  | 1.54 % |

|  | 1.08 % |

|  | 0.57 % |

|  | 2.28 % |

|  | 0.06 % |

|  | 100 % |

|  | 41.37 % |

### Distrito 3. Guadalupe Victoria
|  | 46.03 % |

|  | 42.59 % |

|  | 3.53 % |

|  | 1.17 % |

|  | 1.57 % |

|  | 2.45 % |

|  | 2.63 % |

|  | 0.03 % |

|  | 100 % |

|  | 45.77 % |

### Distrito 4. Victoria de Durango
|  | 42.14 % |

|  | 29.49 % |

|  | 10.93 % |

|  | 10.05 % |

|  | 2.37 % |

|  | 2.12 % |

|  | 2.81 % |

|  | 0.09 % |

|  | 100 % |

|  | 40.70 % |